# Semylitka
Semylitka (ukr. Семилітка, ros. Семилетка) – przystanek kolejowy w miejscowości Iwaczków, w rejonie rówieńskim, w obwodzie rówieńskim, na Ukrainie.
Pomiędzy przystankami Zdołbunów Południowy a Semylitka znajduje się granica między Koleją Lwowską a Koleją Południowo-Zachodnią. Tym samym Semylitka jest ostatnim od strony Kijowa przystankiem zarządzanym przez Kolej Południowo-Zachodnią.